# Dalków (województwo łódzkie)
Dalków – wieś w Polsce położona w województwie łódzkim, w powiecie piotrkowskim, w gminie Czarnocin.
Historia
Wymienia się wieś już lustracjach z XV wieku. Wieś Dalków należała do parafii Czarnocin, a dziesięcinę oddawała kościołowi w Niesułkowie z nadania arcybiskupa Jarosława Skotnickiego. Istniała więc osada już w pierwszej połowie XIV wieku. Oprócz zwykłych czynszów płacili kmiecie dalkowscy na korzyść kasztelana Konarskiego po 4,50 grosza od łana rocznie na równi z włościami Wiskitna i Kurowic. Czynsz ten jednak zniesiony został w 1535 roku.
Wieś kapituły katedralnej krakowskiej w powiecie brzezińskim województwa łęczyckiego w końcu XVI wieku.
W latach 1954–1957 wieś należała i była siedzibą władz gromady Dalków, po jej zniesieniu w gromadzie Kurowice. W latach 1975–1998 miejscowość administracyjnie należała do województwa piotrkowskiego.
Zobacz teżDalków, Dalkowo